# グッドタイムエンターテイメント
株式会社グッドタイムエンターテイメント（英文社名；GOOD TIME ENTERTAINMENT inc.）は、東京都港区にかつて存在した日本の芸能プロダクション。

## 沿革・概要
- 東京都新宿区新宿1-2-1 新宿御苑前マンション508に「有限会社グッドタイムエンターテイメント」として設立。
- 2006年7月19日 - 所属タレントであった藤井梨花、榊沙羅の2名と別の芸能プロダクションに所属していた庄司祐子の計3名が美脚ユニット『SUPER LUCKY LEGS』に選出される。同時に誕生した美脚ユニット『ULTRA LUCKY LEGS』の3名と合わせて総額6億円の保険が足に掛けられていると話題になった[1]。その後すぐに、庄司祐子が脱退したため、所属タレントであった後藤梨花が追加メンバーとして加入した。
- 2007年5月 - 商号を「株式会社グッドタイムエンターテイメント」に変更し、事務所をヒートプロモーションが所在する東京都新宿区西新宿8-14-17 アルテール新宿406へ移転。
- 2009年1月 - 事務所を東京都港区赤坂9-7-2 東京ミッドタウン・レジデンシィズ1301へ移転[2]。
- 2011年4月30日 - 株主総会の決議により解散[3]。

## かつて所属していたタレント
- 池田あさき
- 華彩なな
- 川島はづき
- 川本あすか
- 北川奈津子
- 綺凛
- 後藤梨花
- 小林奈摘
- 榊沙羅
- 澤村一花
- 椎名みさき
- ジョナサン・シガー
- 芹澤聖奈
- 高良美智子
- 立花さな
- 成瀬真尋
- 日向和妃
- 藤井梨花
- 細田英里
- 松本さゆり
- 渡辺奏子
- リエコ・J・パッカー（別名：歩りえこ）
- 李凌叡